# B-lymfocyt

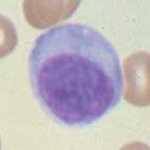
Efektorový B-lymfocyt, tzn. plazmatická buňka

B-lymfocyty (jinak také B buňky) jsou buňky imunitního systému zodpovědné především za specifickou, protilátkami zprostředkovanou imunitní odpověď. Jako složka adaptivní imunity mají rovněž velký význam pro imunitní paměť, čehož se mj. využívá i při očkování.

## Název
Označení B-lymfocyt se používá z historických důvodů. Je odvozeno od prvního písmene Fabriciovy burzy (lat. bursa Fabricii), imunitního orgánu u ptáků, kde byly B-lymfocyty poprvé objeveny.

## Vznik
Vznikají v kostní dřeni, kde i dozrávají. Při jejich vývoji nedochází k selekci (jako u T-lymfocytů). Jejich maturace probíhá po setkání s antigenem v sekundárních lymfatických orgánech. Konečným diferenciačním stadiem B-lymfocytů jsou plazmatické buňky produkující protilátky proti bílkovinným a glykoproteinovým antigenům a toxinům.

## Receptory B-lymfocytů

Schéma molekuly imunoglobulinu, se dvěma těžkými (H, modře) a dvěma lehkými (L, zeleně) řetězci. Na N-koncích se nachází variabilní oblast (5, v kroužku), zbytek molekuly je konstantní. –S–S– znázorňuje cysteinové (disulfidické) můstky

Klonální selekce B-lymfocytů

Receptor B-lymfocytů, v podstatě imunoglobulin (Ig), se skládá ze dvou těžkých (IgH) a dvou lehkých (IgL) řetězců, vzájemně propojených cysteinovými můstky. Těžké řetězce, stejně jako lehké, jsou v rámci jedné molekuly imunoglobulinu identické. Na molekule lze rozlišit dvě základní oblasti: variabilní, která specificky váže antigen na principu zámku a klíče, a konstantní. Jednotlivé řetězce jsou kódovány genovými komplexy ležícími zpravidla na různých chromozomech: IgH pro těžký řetězec na lidském chromozomu 14, Igκ a Igλ pro lehký řetězec na chromozomech 2 a 22. Geny kódující těžké a lehké řetězce imunoglobulinů se skládají z několika segmentů odpovídajících příslušným oblastem molekuly receptoru: V (variable), D (diversity, u lehkých řetězců chybí), J (joining) a C (constant). Segmenty V, D a J jsou zodpovědné za strukturu variabilní oblasti imunoglobulinu rozpoznávající antigen, každý z nich obsahuje několik variant:
| segment | IgH   | Igκ  | Igλ  |
| ------- | ----- | ---- | ---- |
| V       | ~ 100 | ~ 70 | ~ 30 |
| D       | ~ 50  | —    | —    |
| J       | 9     | 5    | 9    |

Segment C těžkého řetězce naopak určuje izotyp imunoglobulinu – IgG, IgA, IgM, IgD nebo IgE, a nemá tak vliv na strukturu vazebného místa pro antigen.
B-lymfocyty se jako jedny z mála somatických buněk liší od ostatních svojí genovou výbavou. V průběhu jejich zrání totiž dochází v jejich jaderné DNA k tzv. přeskupování (rearrangementu) nebo také V(D)J rekombinaci. Během tohoto procesu je z každého segmentu náhodně vybrána jedna varianta, která v genomu zůstane, ostatní jsou nenávratně odstraněny. Imunoglobuliny, které zralý B-lymfocyt produkuje, pak u dané buňky (včetně jejího potomstva) mají zcela konkrétní a neměnnou strukturu. Vzhledem k tomu, že V(D)J rekombinace je náhodný proces, který probíhá nezávisle v mnoha dozrávajících B-lymfocytech, vzniká těchto buněk ve výsledku pestrý repertoár: jen pro těžký řetězec imunoglobulinu (IgH) můžeme napočítat 100 × 50 × 9 = 45 000 variant, pro lehký (Igκ a Igλ) 70 × 5 + 30 × 9 = 620 variant; protože tyto lze mezi sebou libovolně kombinovat, výsledný počet možných kvartérních struktur molekuly imunoglobulinu je 45 000 × 620 = 27 900 000. Toto enormní množství je ještě umocněno aktivními somatickými mutacemi, ke kterým dochází v poslední fázi dozrávání B-lymfocytů.

## Funkce

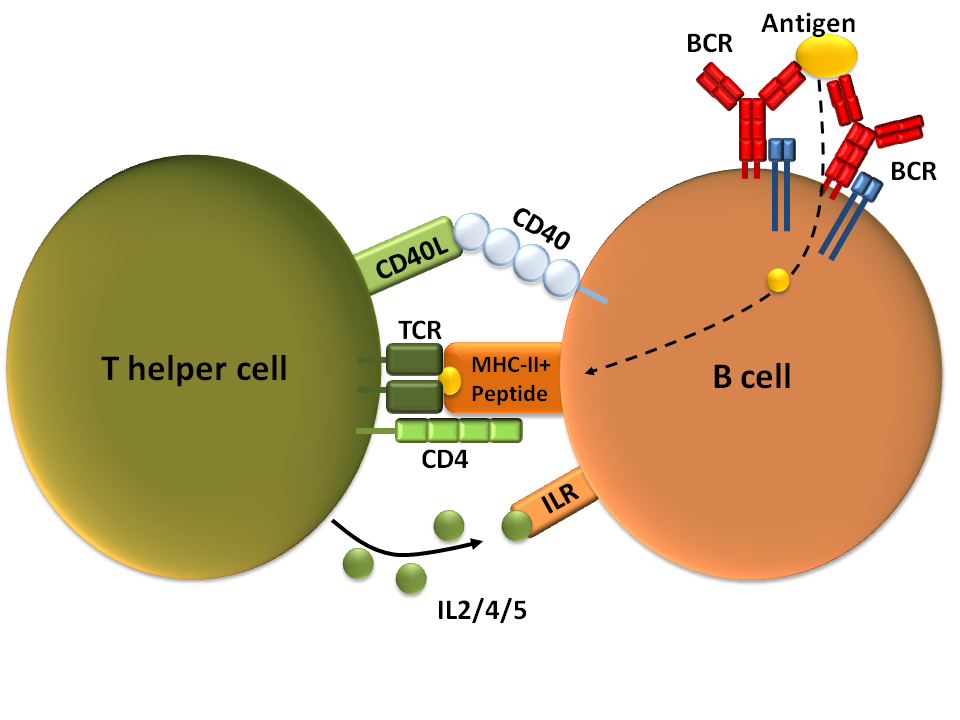
Stimulace B-lymfocytu TH2 buňkou (Helper T-lymfocyt)

Imunitní reakce zprostředkovaná B-lymfocyty je založena na rozpoznání antigenu membránovým antigenně specifickým receptorem B-lymfocytů (anglicky BCR, B cell receptor). Příslušný B-lymfocyt, na jehož receptorech došlo k vazbě antigenu, je stimulován (pomocí kostimulačních signálů TH2 buněk) k pomnožení a přeměně na efektorové neboli plazmatické B-lymfocyty. Ty produkují velké množství protilátek stejné specifity, jako receptor mateřského B-lymfocytu (jde vlastně o tentýž protein v rozpustné formě), vážou se tedy na stejný antigen a napomáhají tak jeho opsonizaci a umožňují dalším buňkám imunitního systému (např. makrofágům nebo neutrofilům), aby ho snáze nalezly a pokud možno zneškodnily.